# 손택스
손택스는 국세청이 홈택스와 연계하여 운영하는 앱이다. 2019년부터 운영된 앱이다.

## 설명
손택스는 주로 종합소득세, 근로장려금, 자녀장녀금을 개인이 환급받을 수 있게 도와주는 역할을 하는 앱이다. 휴대 전화를 통해 다운받을 수 있으며 홈택스와는 달리 민간인증서와 금융인증서를 사용하는 것이 가능하고 개인의 아이디나 비밀번호를 통해 인증할 수 있다. 이것은 손택스 웹에서의 사양이며 공동인증서나 생체인증(지문, 얼굴)은 손택스 웹에선 사용이 불가능하다. 공동인증서나 생체인증의 경우에는 손택스 앱에서만 사용이 가능하다. 부가가치세, 양도소득세의 신고 업무도 처리하며 그밖에 세금에 관련된 조회와 환급을 할 수 있는 앱이 된다. 손택스를 이용하여 개인이 가진 일정한 세금의 환급액을 조회할 수 있으며 환급계좌는 본인의 계좌로만 사용할 수 있다.

## 같이 보기
- 국세청
- 홈택스